# Irma Heijting-Schuhmacher
Irma Heijting-Schuhmacher, née le 24 février 1925 et morte le 8 janvier 2014, est une nageuse néerlandaise. Elle participe aux Jeux olympiques d'été de 1948, où elle remporte la médaille de bronze au sein du relais 4 × 100 mètres nage libre ; puis aux Jeux olympiques d'été de 1952 où elle remporte la médaille d'argent cette fois-ci dans la même épreuve. Elle remporte également de nombreuses médailles lors des Championnats d'Europe lors de sa carrière.

## Palmarès

### Jeux olympiques
- Jeux olympiques de 1948 à Londres,  Royaume-Uni
  -  Médaille de bronze
- Jeux olympiques de 1952 à Helsinki,  Finlande
  -  Médaille d'argent

### Championnats d'Europe
- Championnats d'Europe 1947 à Roquebrune-Cap-Martin (France)
  -  Médaille d'argent du relais 4 × 100 m nage libre
- Championnats d'Europe 1950 à Vienne (Autriche)
  -  Médaille d'or du 100 m nage libre
  -  Médaille d'or du relais 4 × 100 m nage libre
  -  Médaille d'argent du 400 m nage libre